# Ricardo Kishna
Ricardo Kishna (* 4. ledna 1995, Haag, Nizozemsko) je nizozemský fotbalový útočník a mládežnický reprezentant, který v současnosti působí ve francouzském týmu OSC Lille, kde je na hostování z italského klubu SS Lazio z Říma. Patří mezi technicky vyspělé hráče. Nejčastěj působí na levém křídle.

## Klubová kariéra
- ADO Den Haag (mládež)
- AFC Ajax (mládež)
- AFC Ajax 2014–2015
- SS Lazio 2015–2017
- OSC Lille 2017 (hostování)

## Reprezentační kariéra
Ricardo Kishna byl členem nizozemských mládežnických výběrů, mj. U20 a U21.